# Hermann Leibold
Hermann Leibold (* 21. Juli 1888 in Karlsruhe; † 23. November 1957) war ein deutscher Fußballspieler.

## Karriere
Leibold gehörte dem Karlsruher FC Phönix als Stürmer an, für den er in der vom Verband Süddeutscher Fußball-Vereine organisierten Meisterschaft 1902/03 im Bezirk Württemberg zum Einsatz kam. 
Die Saison 1903/04 spielte er für den BTuFC Britannia 1892, mit dem er die unter dem Verband Berliner Ballspielvereine ausgetragene Berliner Meisterschaft auf Anhieb gewann.
Von 1904 bis 1914 spielte er erneut für den Karlsruher FC Phönix, der sich ab 1912 – durch Zusammenschluss mit dem FC Alemannia – Karlsruher FC Phönix (Phönix-Alemannia) nannte. 
Von 1904 bis 1908 spielte er innerhalb des Südkreises im Gau Mittelbaden, von 1908 bis 1914 im leistungsdichteren und nicht in Gaue unterteilten Südkreis, aus dem er mit seiner Mannschaft 1909 als Meister hervorging und damit auch an der Endrunde um die Süddeutsche Meisterschaft teilnahm. In dieser setzte sich seine Mannschaft als Erster vor den übrigen drei Kreismeistern durch. Der Gewinn der Süddeutschen Meisterschaft berechtigte seine Mannschaft zur Teilnahme an der Endrunde um die Deutsche Meisterschaft. Er bestritt das mit 5:0 gegen den München-Gladbacher FC 94 gewonnene Viertelfinale, das mit 9:1 gegen den SC Erfurt 1895 gewonnene Halbfinale und das mit 4:2 gegen den BTuFC Viktoria 89 gewonnene Finale; dabei erzielte er in jedem Spiel mindestens ein Tor – insgesamt vier. Als Titelverteidiger kam er nochmals beim 2:1-Viertelfinalsieg beim VfB Leipzig zum Einsatz; sein Verein schied im Halbfinale mit 1:2 gegen den späteren Deutschen Meister Karlsruher FV aus dem Wettbewerb aus.

## Erfolge
- Deutscher Meister 1909
- Süddeutscher Meister 1909
- Südkreismeister 1909
- Berliner Meister 1904